# Lillian Molieri
Lillian Molieri Bermúdez (Managua, 18 de enero de 1925 - 13 de septiembre de 1980) fue una actriz de cine y televisión y bailarina nicaragüense de ascendencia italiana cuya carrera se desarrolló en Hollywood entre 1944 y 1957. Luego se convirtió en bailarina e instructora de danza en Managua y fue honrada con el premio Monje de Oro en 1966 por su programa de radio.

## Orígenes
Antes de la Guerra Nacional de Nicaragua, tres hermanos italianos integrantes de una orquesta llegaron a Nicaragua y desembarcaron en el puerto de El Realejo, Chinandega procedentes de Savigliano, en el Piamonte, provincia de Cuneo. Sus nombres eran Próspero, Francesco y Juan Bautista Molieri. Un cuarto hermano, Juan Antonio se radicó en Buenos Aires, Argentina.
Se sabe que los Molieri fueron partidarios de Napoléon Bonaparte y que uno de ellos estuvo en la expedición que invadió Egipto y que a la muerte de Napoléon, fueron "idos" del Piamonte. Se radicaron al sur, en la Basilicata pero tras la gesta unificadora de Italia emprendida por Giuseppe Garibaldi formaron parte de la inmigración italiana que se instaló en América. 
Lillian Molieri era de la rama de Próspero y ha sido de las pocas nicaragüenses que tuvo la feliz experiencia de actuar y conocer el mágico mundo de la época dorada de Hollywood.
Nació en Managua el 18 de enero de 1925. Fue hija del matrimonio conformado por Luis Arturo Molieri Orozco y Mélida Bermúdez Lanzas. Su padre fue el director del Banco Nacional de Nicaragua y embajador en Alemania de 1958 a 1960. Su hermano Ronald fue vicecónsul de Nicaragua en Los Ángeles.
La hija mayor de la familia asistió a la escuela en el Convento Notre Dame de Sión y luego continuó su educación en el Colegio de la Asunción en Nicaragua. Al completar su educación secundaria, Molieri viajó por Europa aprendiendo francés e italiano.
Nacida para las artes, fue ballerina. Su primera aparición pública ocurrió en su natal Nicaragua en 1941, cuando fue elegida la "Novia de Managua" y dama de honor principal durante la coronación de Lillian Somoza Debayle como reina del ejército.
Realizó estudios de arte escénico en Italia. Además del español y el italiano, dominaba a la perfección el inglés y el francés.
Legó a Los Ángeles, donde su hermano Ronald se desempeñaba como vicecónsul de Nicaragua, para mejorar su inglés, y se matriculó en la universidad para estudiar contabilidad. Fue descubierta por la Paramount mientras estaba en la universidad y le ofreció su primer papel en una película en 1944.

## Carrera en Hollywood
De sus años en el cine hollywoodense, se tienen nueve filmes registrados; el primero fue La princesa y el pirata (1944), el segundo fue Tarzán y la mujer leopardo (1945) y el más famoso es Ana y el Rey de Siam (1946), la primera de tres versiones basadas en la historia de la escritora inglesa Anna Leonowens, quien fue institutriz de los hijos del rey Mongkut de Siam (actual Tailandia). En la cinta, Lillian personifica a una de las muchas esposas del rey (Rex Harrison). El filme, dirigido por John Cromwell, marcó su paso a actriz de reparto.
Algunas de sus participaciones en shows televisivos en la década de 1950 fuero: "The Adventures of Kit Carson"(1951-52), "Hopalong Cassidy"(1952), "Yo amo a Lucy"(1953-1956), "Lux Video Theatre" (1956), "The Cisco Kid"(1956) y "Los tres chiflados" (1956).
Durante su estancia en Hollywood, la familia Molieri tuvo amistad con estrellas como Jack Lemmon, Jerry Lewis, Rex Harrison y Johnny Weissmüller, con quien Lillian actuó en la película Tarzán y la mujer leopardo (1945).
Debido al encasillamiento, Molieri a menudo se limitaba a roles en los que interpretaba papeles estereotipados como una exótica mujer extranjera. A menudo se le asignaban partes pequeñas, como en Valentino (1951), con Anthony Dexter. Dexter se convirtió en su compañero de baile y realizaron rutinas que recorrieron desde el Medio Oeste hasta Miami . El dúo interpretó principalmente bailes españoles o sudamericanos, pero también incluyó tap y bailes de salón en su repertorio.
Su última película fue The Three Runaways (1956) y luego dejó los Estados Unidos para hacer una gira con sus padres en Europa durante los siguientes tres años, mientras su padre se desempeñó como diplomático.
En mayo de 1949 se casó con Adolph Hartman, Jr., descendiente de uno de los fundadores de Anaheim, California. En 1959, Molieri inició el proceso de divorcio para disolver su matrimonio en la Iglesia Católica.

## Regreso a Nicaragua
Regresó a Nicaragua a principios de la década de 1960, después de vivir en los Estados Unidos durante casi 20 años. Tuvo la modestia de no hacer ostentación ni divulgar nunca sus nexos con actores y actrices famosos. 
En Managua fundó una escuela de danza y teatro. Quizás fue la primera nicaragüense que promovió la enseñanza del ballet. Volvió a formar pareja de danza con el actor Anthony Dexter, presentándose en el antiguo Teatro González de Managua en 1960.
Fue intérprete de canciones como "Acuérdate de Mi" y "Como me gustas". 
También condujo un programa de radio semanal, Aquí con Lillian Molieri, que comenzó en 1965. El programa fue una transmisión de una hora en Radio Nacional, por el cual recibió en 1966 el premio Monje de Oro, "el equivalente nicaragüense de un Oscar".

## Muerte y legado
Promovió el arte, la danza, el teatro y dejó una estela de recuerdos y amigos en su país natal. Su madre Mélida Bermúdez guardó por muchos años en su casa una habitación con vestuarios usados por la artista en sus películas, además de fotos y otros recuerdos de esa época.
Lillian Molieri murió en su casa de Managua a los cincuenta y cinco años en 1980. Es recordada como una de las primeras actrices nicaragüenses en actuar en Hollywood.

## Filmografía seleccionada
- The Princess and the Pirate (El cofre del pirata); Goldwyn-RKO (1944); Director: David Butler. Como Goldwyn Girl (sin acreditar)

- South of the Rio Grande (Al Sur del Río Grande); Monogram Pictures (1945); Director: Lambert Hilliyer. Como Dolores González.

- Tarzán and the Leopard Woman (Tarzán y la Mujer Leopardo); RKO Pictures (1946); Director: Kurt Neumann. Como Zambesi Maiden, una de cuatro maestras en peligro. (sin acreditar)

- Anna and the King of Siam (Ana y el rey de Siam); 20th Century Fox (1946); Director: John Cromwell. Como esposa del rey (sin acreditar)[12]
- The Stranger (1946); Director: Orson Welles. (sin acreditar)[13]

- Por siempre Ámbar; 20th Century Fox, 1947; Director: Otto Preminger. Como la Infanta Catalina de España. (sin acreditar)
- Neptune's Daughter (1950); Director: Edward Buzzell. Como cigarrera (sin acreditar)

- South of Caliente (1951); Director: William Witney. Como bailarina gitana.

- Serenade (Dos pasiones y un amor); Warner Brothers (1951); Director Anthony Mann. Como Tosca en 'Tosca' (sin acreditar)

- The Ring (1952); Director: Kurt Neumann. Como Helen Cantanios[12]

- Fuego Verde; Metro Goldwyn Mayer (1954); Director: Andrew Marton. Como una muchacha mexicana. (sin acreditar)
- Strange Lady in Town (1955); Director: Mervyn LeRoy. Como Hermana Delphine (sin acreditar)[12]

- The Creature walks among us (1956); Director: John F. Sherwood. Como Mrs. Morteno